# پسکوف ۱۰۷۱۱
سیارک ۱۰۷۱۱ (به انگلیسی: 10711 Pskov، نامگذاری:1982TT2) ده هزار و هفتصد و یازدهمین سیارک کشف شده‌است که در ۱۵ اکتبر ۱۹۸۲ کشف شد.
قدر مطلق سیارک برابر ۴۲.۶ است.